# Нефтепромышленное и торговое общество И. Н. Тер-Акопова

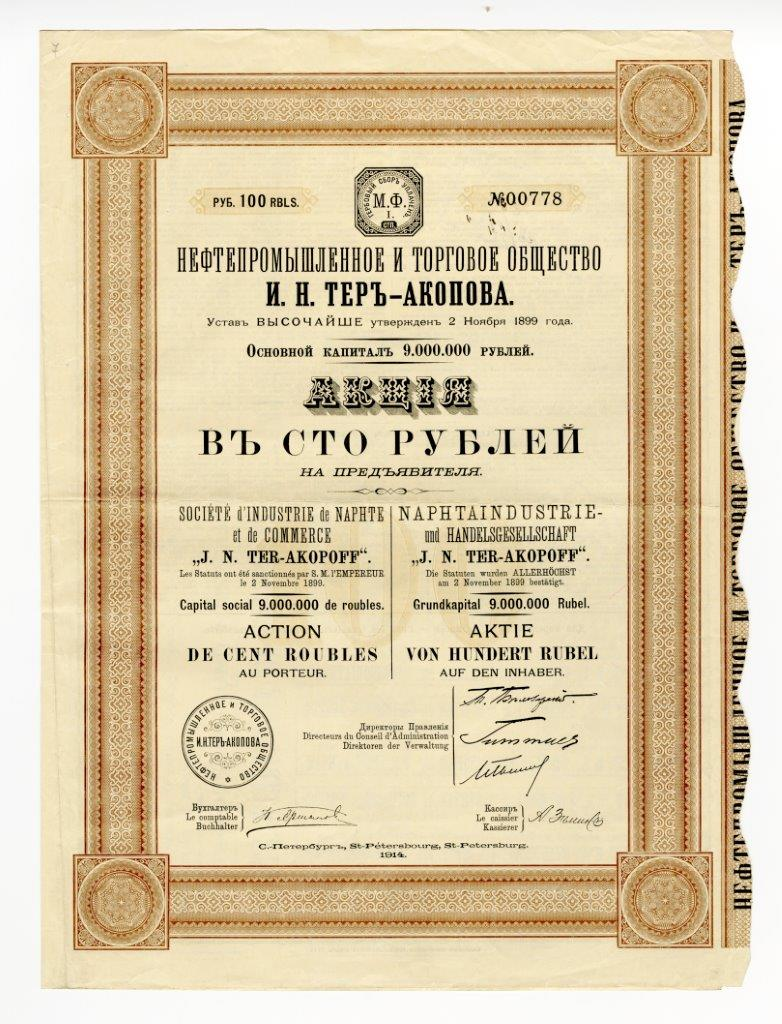
Акция в 100 руб. на предъявителя Нефтепромышленного и торгового общества И. Н. Тер-Акопова. С.-Петербург, 1914 г.

На основании высочайше утверждённого 2 ноября 1899 г. устава «Нефтепромышленное и торговое общество Н. И. Тер-Акопова» официально приступило к работе 16 декабря того же года.
Компания была зарегистрирована с целью эксплуатации принадлежащих московскому I гильдии купцу армянского происхождения, одному из крупнейших нефтепромышленников своего времени Ивану Никитичу Тер-Акопову нефтяных промыслов в поселке Сабунчи Бакинского нефтегазоносного района, а также для переработки добываемой нефти, торговли нефтью и нефтепродуктами.
По данным на 1907 г. ежегодная добыча нефти АО Тер-Акопова составляла 7 млн.пудов (11,5 млн т.).
Первоначальный основной капитал Общества Тер-Акопова составлял 4,5 млн руб. В 1914 г. в связи с расширением деятельности Общества посредством дополнительной эмиссии акций он был увеличен до 9 млн руб.. Обществу принадлежало: нефтепромыслы в Сабунчах, с. Берекей (Дагестанская область), собственный флот и цистерны, а также несколько сбытовых точек. Владело нефтеперерабатывающим заводом в селе Варя Нижегородской губернии (общество «Варинские техно-химические заводы И. Н. Тер-Акопова» — первое и единственное в центральных губерниях России предприятие по производству минеральных масел из нефти).  Управление делами компании осуществляло Правление, состоявшее из пяти директоров (до 1907 г. оно располагалось в С.-Петербурге, затем в Москве, а с 1914 г. — снова в С.-Петербурге). Непосредственное управление делами на нефтяных промыслах осуществляла Бакинская контора. В 1912 году полностью вошло в состав общества «Нефть» (до этого контролировалось частично ) и, соответственно, в состав «Русской генеральной нефтяной корпорацией». Чистая прибыль на 1913 год составила 1,136 млн. руб.. Акции компании котировались на Парижской, Брюссельской и Петербургской биржах. Имущество Нефтепромышленного и торгового общества Н. И. Тер-Акопова было объявлено государственной собственностью на основании декрета СНК «О национализации нефтяной промышленности» от 20 июня 1918 г.
С 1903 по 1916 гг. должность помощник управляющего нефтепромыслами Акционерного общества И. Н. Тер-Акопова занимал впоследствии видный российский и советский учёный и педагог в области транспорта и хранения нефти и нефтепродуктов Г. М. Григорян.